# Siman (Sekaran)
Siman is een bestuurslaag in het regentschap Lamongan van de provincie Oost-Java, Indonesië. Siman telt 1503 inwoners (volkstelling 2010).